# Ізяславичі Волинські

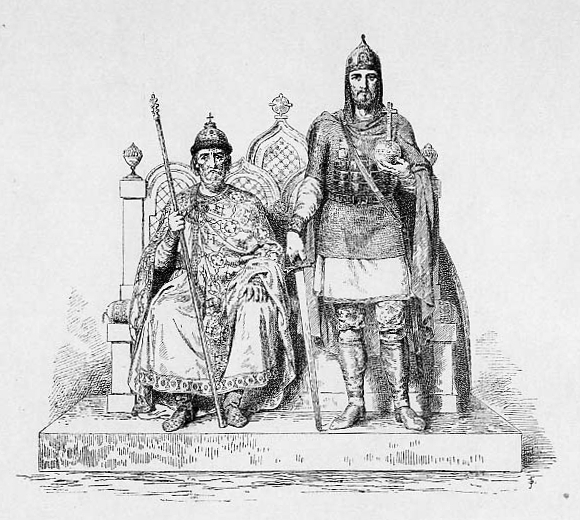
Ізяслав Мстиславич (справа) — засновник князівської династії.

Ізясла́вичі Волинські, або Волинські Мономаховичі — гілка династії Рюриковичів, яка походить від великого князя київського Ізяслава Мстиславича. Були правлячою династіїєю в Київському (з перервами), Волинському, Галицько-Волинському князівствах (Романовичі) та в Новгородській землі (з перервами).

## Історія
Міжусобна війна на Русі в 1146—1154 роках між Ізяславом Мстиславичом та Юрієм Долгоруким привела до відокремлення Волинського князівства від Київської землі, та закріплення його за нащадками Ізяслава. Після смерті Ізяслава його сини Мстислав та Ярослав поділили між собою Волинь. Мстислав отримав Володимирське і Бужське князівства, а Ярослав сів в Луцьку. Не маючи сил і підтримки для боротьби за отчий київський стіл брати зрештою підтримали претензійї своїх дядьків, в першу чергу Ростислава Смоленського в боротьбі з Ізяславом Давидовичем. Війни завершились успіхом Мстиславичів, однак Мстислав Ізяславич хоч і мав підтримку киян, уступив Київ дядькові, який був старшим у роді.
Після смерті Ростислава у 1167 Мстислав з допомогою брата і Ростиславичів зумів вокняжитись у Києві, а в 1168 відправив свого сина Романа у Новгород. Таке посилення волинського клану занепокоїло інших князів, в першу чергу Андрія Боголюбського, котрий зібрав потужну коаліцію разом з Ольговичами, Ростиславичами, Рязанськими, Полоцькими та іншими князями й 1169 року відібрав Київ у Мстислава попутно розграбувавши його. Союзники хотіли вигнати й Романа з Новгорода, та тут зазнали поразок, однак вже в 1170 Мстислав Ізяславич помирає, і Роман вертається на Волинь. Князівство за заповітом Мстислава розділяють на 3 частини.
В 1172 р. союз Юрійовичів та Ростиславичів розпався і Ярослав Ізяславич зумів ненадовго вокняжитись в Києві, та був витіснений Святославом Всеволодовичем. Після смерті Ярослава Луцький уділ також розпадається на менші волості і таким чином Ізяславичі переходять на другорядні ролі в Русі.
Нове посилення Ізяславичів почалось лише в 90-х роках XII ст. Роман Мстиславич спочатку укріпився на Волині, а в 1199 р. зумів вокняжитись в Галичі, таким чином ставши наймогутнішим князем Південної Русі, а згодом витіснив і Рюрика Ростиславича з Києва. Та його раптова смерть в 1205 р. призвела до послаблення Галицько-Волинського князівства, і сорокарічної боротьби спадкоємців Романа за об'єднання його уділів.

## Родовід
- Ізяслав Мстиславич (1097—1154) — князь курський (1127—1130 рр.), полоцький (1130—1132 рр.), мінський (1132 р.), переяславський (1132—1133, 1142—1146 рр.), волинський (1135—1142, 1149—1152 рр.), Великий князь київський (1146—1149, 1150, 1151—1154). Першою дружиною Ізяслава була незнана з імені німецька принцеса, родичка кайзера Фрідріха I, яка померла у 1151 р. У 1154 р. одружився з Русудан, дочкою грузинського царя Деметрія І та сестрою царя Георгія III.

- Мстислав (Федір) Ізяславич (?—1170) — князь переяславський (1146—1149, 1151—1154 рр.), пересопницький (1155—1156 рр.), волинський (1156—1170 рр.), Великий князь київський (15.05.1167 — 12.03.1169, 22.02.1170-13.04.1170).

- Роман (бл. 1152—1205), князь новгородський (1168—1170), володимирський (1170—1187, 1188—1205), галицький (1187—1188, 1199—1205), великий князь київський (1204) → Романовичі

- Федора (?—після 1200) ∞ Василько, галицький княжич-бастрад
- Олена (?—після 1241) ∞ Михайло, князь чернігівський
- Данило (1202—1264), князь галицький (1205—1206, 1211—1212, 1230—1232, 1233—1234, 1238—1264), володимирський (1205—1208, 1215—1238), київський (1239—1240), галицько-волинський (1238—1264), король Русі (1253—1264)
- Василько (бл. 1205—1269), князь белзький (1207—1211), берестейський (1208—1210, 1219—1228), перемильський (1209—1219), пересопницький (1225—1229), луцький (1229—1238), володимирський (1238—1269)
- Саломея (бл. 1204/1205—1235) ∞ Святополк II, східнопомеранський князь

- Святослав Мстиславич (?—1172) — князь берестейський (з 1170 р.)
- Всеволод (?—1195), князь белзький (1180—1195), володимирський (1187—1188)
  - Олександр (?—після 1234), князь белзький (1195—1208, 1215—1233), володимирський (1208, 1209—1215)
    - Всеволод (?—після 1245), князь белзький (1241—1245)
      - Гремислава  (після 1284—після 1302) ∞ Болеслав I, князь опольський

    - Анастасія Олександрівна — Між 1244—1247 рр. видана за мазовецького князя Болеслава І († 25.02.1248), який володів Сандомирським та Сєрадзським князівствами. Після його смерті вийшла за угорського магната Дмитра, надвірного суддю.

  - Всеволод (?—після 1215), князь червенський (1207—1212), белзький (1211—1215)
  - Олена (бл. 1170—?) ∞ Казимир II, польський князь

- Євдокія Ізяславна — бл. 1151 р. видана за Мєшка III Старого, на той час познанського князя
- Невідома дочка видана за друцького князя Рогволда Рогволдовича.
- Ярослав (Іван) Ізяславич (?—1180) — Князь турівський (1146—1148 рр.), новгородський (1148—1154 рр.), луцький (1154—1180 рр.) і київський (1173—1174, 1174). У 1149 р. одружився з дочкою чеського короля Владислава II

- Інгвар Ярославич (†бл. 1220) — князь луцький (1180 — бл. 1220 рр.), Великий князь київський (1201—1202, 1203);

- Ізяслав (?—1223), князь дорогобузький (1220—1223)
- Святослав Інгваревич (?—1223) — князь шумський (бл. 1220—1223 рр.) Загинув на Калці.
- Ярослав Інгваревич (? — після 1229 р.) — князь перемильський (бл.1220—1223, 1228—?), шумський (1223—1227 рр.), луцький (1227—1228 рр.) і меджибізький (1228 — ? рр.)
  - Борис Ярославич (? — після 1234) — князь меджибізький

- Гремислава Інгварівна — Видана 1207 р. за Лешка Білого.

- Всеволод Ярославич (? —1209) — князь дорогобузький (1180—1186 ? рр.) і луцький (1183 р.). Напевно після 1186 р. був вигнаний з Волині.

- Ізяслав Ярославич (?—1195) — князь шумський з 1180 р.
- Мстислав Ярославич Німий (?—1226) — князь пересопницький (1180 — бл. 1220 рр.) і луцький (бл. 1220—1226 рр.). Претендував на Галич (1212 р.)

- Іван Мстиславич (?—1227) — князь луцький і чарторийський (1226—1227 рр.)

- Ярополк (Стефан) Ізяславич (?—1168) — Князь шумський і бузький (1157—1168 рр.). У 1166 р. вдруге одружився з Марією (1149—1189 рр.), дочкою чернігівського князя Святослава Ольговича

- Василько Ярополчич (1152—1181) — Князь шумський (1168—1180 рр.) і дорогичинський (1180—1182 рр.). Претендував на Берестя (1181 р.)